# Paramisophria spooneri
Paramisophria spooneri is een eenoogkreeftjessoort uit de familie van de Arietellidae. De wetenschappelijke naam van de soort is voor het eerst geldig gepubliceerd in 1959 door Krishnaswamy.